# Predrag Ostojić

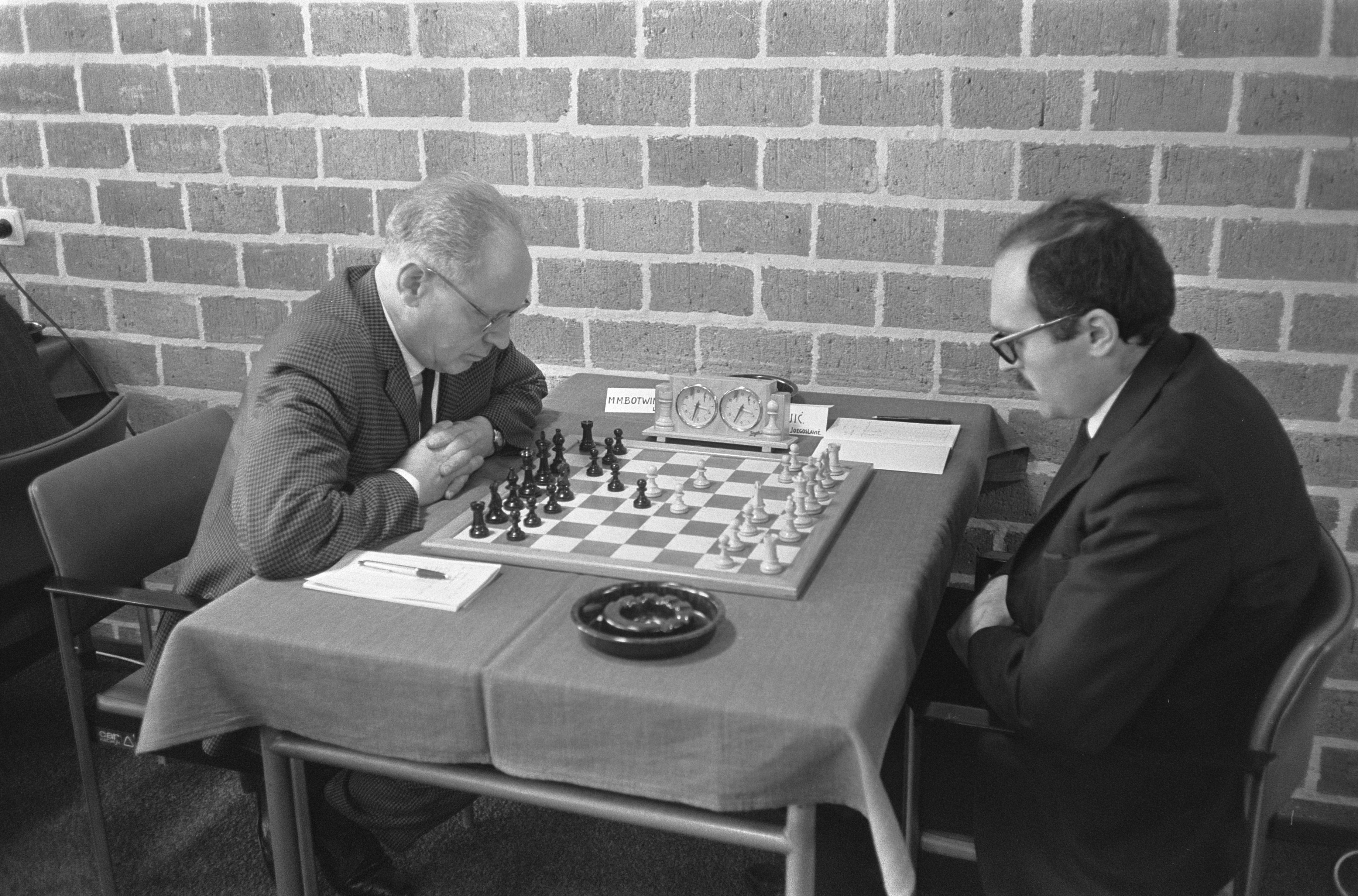
Botwinnik vs. Ostojić (1969)

Predrag Ostojić (serbisch: Предраг Остојић; * 22. Februar 1938 in Kraljevo; † 5. Juli 1996 in Mainz) war ein jugoslawischer Großmeister im Schach.
Er nahm mit der jugoslawischen Nationalmannschaft an den Studentenweltmeisterschaften 1962, 1963 und 1964 teil. 1962 in Marienbad und 1963 in Budva erreichte seine Mannschaft den zweiten Platz, 1963 gewann er außerdem eine individuelle Goldmedaille für sein Ergebnis von 5 aus 5 am zweiten Reservebrett. Ostojić wurde 1968 Internationaler Meister. 1968 und 1971 gewann er die Meisterschaft von Jugoslawien. Weitere Erfolge waren Siege in San Juan, Puerto Rico 1971, São Paulo 1973, Vrnjačka Banja 1975 und Sandefjord 1976.
Der Weltschachbund FIDE verlieh ihm 1975 den Titel Großmeister. 1980 wurde er auch zum Internationalen Schiedsrichter ernannt.
Ostojić lebte lange Zeit in Deutschland und spielte mit dem SV Oberursel in der Hessenliga und mit FTG Frankfurt in der 2. Bundesliga. Seine letzte Elo-Zahl betrug 2320, seine höchste Elo-Zahl von 2495 hatte er im Januar 1976. Vor Einführung der Elo-Zahlen lag Ostojićs höchste historische Elo-Zahl bei 2563 im August 1968.
Ostojić starb durch Selbsttötung.